# Ефимов, Игорь Геннадьевич
Игорь Геннадьевич Ефимов (род. 22 января 1974, Москва) — российский хоккеист, нападающий. Мастер спорта России. Тренер.

## Биография
Воспитанник клуба Крылья Советов, тренер Евгений Полеев. В сезонах 1992/93 — 1997/98 выступал за вторую команду «Крыльев Советов», за главную команду в это время провёл четыре матча. Затем играл за команды «Кристалл» Электросталь (1998/99), «Спартак-2» (Москва) (1998/99), «Би-Си Айсмен» (1998/99, UHL), «Крылья Советов» (1999/2000), «Титан» Клин (1999/2000, 2000/01, 2002/03 — 2005/06), ЦСКА (1999/2000), ЦСКА-2 (1999/2000, 2000/01), «Энергия» Кемерово (2000/01), СКА (2001/02).
Окончил РГАФК (1996). Заслуженный тренер России (2018).
Ефимоввстал на тренерский мостик в 2007 году. Начинал с юниоров, но быстро дошел до КХЛ, входил в тренерские штабы команд «Локомотив» Ярославль, ВХЛ (2012/2013), сборная России U18 (2012/2013), «Локо» Ярославль, МХЛ (2013/2014), «Локомотив» Ярославль (2013/2014), «СКА-1946», МХЛ (2015/2016), «СКА-Нева», ВХЛ (2016—2019), сборная России-2 (2017/2019), СКА (2019/2020), «Сочи» (2019/2020). Главный тренер сборной России U18 (с 2022). С момента образования Олимпийской сборной был помощником главного тренера Олега Браташа. Возглавил молодежную команду петербургского «Динамо» в ноябре 2024 года и дошёл с ней до четвертьфинала плей-офф МХЛ, в сезоне-2024/25 стал тренировать команду ВХЛ «Динамо» (СПб).
Бронзовый призёр Юношеских олимпийских игр 2016, победитель зимней Универсиады 2019.